# Người Sere
Người Sere là một dân tộc có hơn 10.000 người sống ở bang Tây Bahr el Ghazal của Nam Sudan.